# Periscope life (album)
Periscope life is het zevende album van de Nederlandse symfonische rockgroep Kayak. Kayak zou het in die jaren helemaal gaan maken in de Verenigde Staten, ze werd zelfs tweemaal als meestbelovende artiest/band uitgeroepen. De band vergiste zich echter in de tijd, die benodigd is om dat land muzikaal te veroveren. Daarnaast speelde slecht management en verkeerde keuzes de band parten. Die Amerikaanse tournee stelde Kayak wel in staat om een muziekalbum in Los Angeles op te nemen. Gedurende de maanden oktober en november 1979 verbleef Kayak in de The Village Recorder. John Tilly was de producer samen met Kayak en ook de manager van de band Frits Hirschland werd ingeschakeld als executive producer.

## Musici
- Ton Scherpenzeel – toetsinstrumenten, zang
- Max Werner – slagwerk, zang
- Johan Slager – gitaar
- Edward Reekers – zang
- Peter Scherpenzeel – basgitaar en blokfluit
- Irene Linders en Katherine Lapthorn – achtergrondzang

met:
- Jim Price – trombone
- Jim Gordon – saxofoon en klarinet
- Lee Thornburg – trompet en flugelhorn.

## Tracklist
De laatste twee titels verschenen op de compact disc als bonustracks.

| Nr. | Titel                                                   | Duur |
| --- | ------------------------------------------------------- | ---- |
| 1.  | Astral aliens (Tekst Irene, Katherine; muziek Ton)      | 3:40 |
| 2.  | What’s in a name                                        | 4:10 |
| 3.  | Stop that song (Ton)                                    | 3:15 |
| 4.  | If you really need me now (T: Irene; M: Ton)            | 4:16 |
| 5.  | Periscope life (Ton)                                    | 3:25 |
| 6.  | Beggars can’t be choosers (T; Irene, Katherine; M: Ton) | 4:41 |
| 7.  | The sight (Ton)                                         | 4:00 |
| 8.  | Lost blue of Chartres (Ton)                             | 3:36 |
| 9.  | Anne (T: Irene; M: Ton)                                 | 4:19 |
| 10. | One way or another (Ton)                                | 3:20 |
| 11. | Sad to say farewell (T: Irene; M: Ton)                  | 4:26 |
| 12. | Total loss (T: Irene, M: Ton)                           | 4:10 |
| 13. | What’s done is done (T: Irene, M: Ton)                  | 3:40 |

## Hitnotering
| "Periscope life" in de Nederlandse Album Top 100 - binnen: 01-03-1980 | "Periscope life" in de Nederlandse Album Top 100 - binnen: 01-03-1980 | "Periscope life" in de Nederlandse Album Top 100 - binnen: 01-03-1980 | "Periscope life" in de Nederlandse Album Top 100 - binnen: 01-03-1980 | "Periscope life" in de Nederlandse Album Top 100 - binnen: 01-03-1980 | "Periscope life" in de Nederlandse Album Top 100 - binnen: 01-03-1980 | "Periscope life" in de Nederlandse Album Top 100 - binnen: 01-03-1980 | "Periscope life" in de Nederlandse Album Top 100 - binnen: 01-03-1980 | "Periscope life" in de Nederlandse Album Top 100 - binnen: 01-03-1980 | "Periscope life" in de Nederlandse Album Top 100 - binnen: 01-03-1980 | "Periscope life" in de Nederlandse Album Top 100 - binnen: 01-03-1980 | "Periscope life" in de Nederlandse Album Top 100 - binnen: 01-03-1980 | "Periscope life" in de Nederlandse Album Top 100 - binnen: 01-03-1980 | "Periscope life" in de Nederlandse Album Top 100 - binnen: 01-03-1980 | "Periscope life" in de Nederlandse Album Top 100 - binnen: 01-03-1980 | "Periscope life" in de Nederlandse Album Top 100 - binnen: 01-03-1980 | "Periscope life" in de Nederlandse Album Top 100 - binnen: 01-03-1980 | "Periscope life" in de Nederlandse Album Top 100 - binnen: 01-03-1980 | "Periscope life" in de Nederlandse Album Top 100 - binnen: 01-03-1980 |
| Week                                                                  | 01                                                                    | 02                                                                    | 03                                                                    | 04                                                                    | 05                                                                    | 06                                                                    | 07                                                                    | 08                                                                    | 09                                                                    | 10                                                                    | 11                                                                    | 12                                                                    | 13                                                                    | 14                                                                    | 15                                                                    | 16                                                                    | 17                                                                    |                                                                       |
| --------------------------------------------------------------------- | --------------------------------------------------------------------- | --------------------------------------------------------------------- | --------------------------------------------------------------------- | --------------------------------------------------------------------- | --------------------------------------------------------------------- | --------------------------------------------------------------------- | --------------------------------------------------------------------- | --------------------------------------------------------------------- | --------------------------------------------------------------------- | --------------------------------------------------------------------- | --------------------------------------------------------------------- | --------------------------------------------------------------------- | --------------------------------------------------------------------- | --------------------------------------------------------------------- | --------------------------------------------------------------------- | --------------------------------------------------------------------- | --------------------------------------------------------------------- | --------------------------------------------------------------------- |
| Nummer                                                                | 27                                                                    | 11                                                                    | 9                                                                     | 7                                                                     | 7                                                                     | 10                                                                    | 10                                                                    | 10                                                                    | 13                                                                    | 22                                                                    | 25                                                                    | 29                                                                    | 36                                                                    | 42                                                                    | 42                                                                    | 46                                                                    | 50                                                                    | uit                                                                   |